# Phylica stokoei
Phylica stokoei är en brakvedsväxtart som beskrevs av Neville Stuart Pillans. Phylica stokoei ingår i släktet Phylica och familjen brakvedsväxter. Inga underarter finns listade i Catalogue of Life.